# Garofalo Health Care
Garofalo Health Care  è uno dei principali gruppi ospedalieri italiani con 37 strutture in otto regioni: Lazio, Veneto, Emilia-Romagna, Toscana, Piemonte, Liguria, Lombardia, Friuli-Venezia Giulia.
Il 9 novembre 2018 si è quotato alla Borsa di Milano nel MTA, e dal 25 marzo 2021 il Gruppo è stato ammesso alle negoziazioni delle proprie azioni ordinarie sul segmento STAR – Segmento Titoli con Alti Requisiti – del mercato telematico azionario (“MTA”) organizzato e gestito da Borsa Italiana.

## Storia
Il Gruppo trae origine dal percorso professionale e imprenditoriale avviato dal Prof. Raffaele Garofalo (1921-2006), medico chirurgo, che negli anni'50 crea il primo polo sanitario privato accreditato nel Lazio, insieme ai due fratelli, Antonio e Mario, anche loro medici (il primo specializzato in ostetricia e ginecologia, il secondo in urologia). Successivamente, grazie ad una politica di diversificazione geografica e settoriale, viene definita una nuova realtà giuridica, la Garofalo Health Care Spa, che negli anni è cresciuta attraversa l'aggregazione di strutture sanitarie di eccellenza, localizzate nelle regioni del Nord e Centro Italia.
Inoltre, il Gruppo GHC, si basa su un modello organizzativo la cui elevata qualità è garantita da un sistema “patient-centered”, elemento che si concretizza attraverso il rispetto delle preferenze, dei bisogni e dei valori del singolo paziente. Modello a cui sono allineate tutte le strutture del Gruppo e tutti gli operatori che con esso collaborano.

## Dati economici
Nel 2024 GHC ha registrato ricavi consolidati pari a €470,7M, un Op. EBITDA Adjusted pari a €78,5M, ed un utile netto pari a €21,8M. 

## Azionariato
Gli azionisti con partecipazione superiore al 5%, al 20 novembre 2023 sono:
- Larama 98 (controllato da Maria Laura Garofalo) - 51,38%
- Maria Laura Garofalo - 12,66%
- Fondazione Enasarco - 5,37%